# ラン・デヴィル・ラン (曲)
ラン・デヴィル・ラン（原題：Run Devil Run）は、1999年にポール・マッカートニーが発表した楽曲。同名のカヴァーアルバムのタイトルソング。

## 概要
ポールが前年に亡くなった妻リンダ・マッカートニーの遺言を受けて制作したカヴァーアルバム「ラン・デヴィル・ラン」に収録された3曲の新曲のうちの一つ。
他の収録曲に見劣りしない非常にストレートなロックンロールナンバーで、当時のライヴではラストナンバーに据えられた。

この曲のタイトルはポールがアトランタに滞在中に、通りがけの薬屋で見たバスソルトの商品名から採ったもの。